# Mayaca sellowiana
Mayaca sellowiana es un género de pastos de la familia Mayacaceae.

## Historia
Fue descrito por primera vez por el botánico alemán Carl Sigismund Kunth.

## Distribución
Esta planta se encuentra en el noreste argentino, Bolivia, noreste y sur y norte y sureste y centro-oeste de Brasil, Colombia, Costa Rica, Ecuador, Guayana Francesa, Guyana, Paraguay, Perú, Surinam, Uruguay y Venezuela.

## Etnobotánica
Los guaraníes le atribuyen propiedades mágicas que permiten hechizar a otras personas.